# I Watussi/Prendiamo in affitto una barca
I Watussi/Prendiamo in affitto una barca è un 45 giri dei Flippers con Edoardo Vianello pubblicato in Italia nel 1963.

## Tracce
1. I Watussi – 3:09
2. Prendiamo in affitto una barca – 2:20

## Descrizione
È ancora in classifica il 45 giri precedente quando l'RCA stampa il nuovo disco di Edoardo Vianello, questa volta con due brani inediti: né I Watussi né Prendiamo in affitto una barca sono infatti contenuti nel 33 giri Io sono Edoardo Vianello.
Come di consueto in questo disco suonano I Flippers (di cui, all'epoca, fa ancora parte Lucio Dalla), ma al contrario di altre incisioni in questo sono anche evidenziati in copertina, che raffigura sulla sinistra un Tutsi (Vatusso).
Anche questa incisione raggiunge il primo posto della classifica, risultando tra i più venduti dell'anno.
Il brano I Watussi ha la musica composta dallo stesso Vianello, con l'introduzione "paraponzi-ponzi-pò" ispirata alla canzone folkloristica romana Osterie e col testo scritto da Carlo Rossi, con cui Vianello era spesso autore di proprie canzoni.
Nel 1963 anche Roby Valente e gli Enigmisti incidono il brano (Nuova Enigmistica Tascabile, N. 459).
Nel 1981 Ivan Cattaneo includerà questa canzone nel suo album di cover Duemila60 Italian Graffiati. Sarà parzialmente ripresa anche dal gruppo  Elio e le Storie Tese nel brano "Li immortacci", con la partecipazione dello stesso Vianello.
A maggio 2010, la canzone I Watussi ha ottenuto la certificazione dal Guinness dei Primati per essere stata cantata diecimila volte dal vivo.
Il lato B, Prendiamo in affitto una barca, è stato scritta pure da Carlo Rossi e composta da Edoardo Vianello.